# Kogaionon
Kogaionon (în greacă Κωγαίονον, adică Kō-gáy-yo-non sau Kō-ghē-o-non) este numele muntelui sfânt al geților în peștera căruia s-a retras Zalmoxis, potrivit "Geografiei" (Rerum Geographicarum) lui Strabon. Apare la autorii moderni și în forma eronată de Kogaion.
„...καὶ τὸ ὄρος ὑπελήφθη ἱερόν , καὶ προσαγορεύουσιν οὕτως· ὄνομα δ᾿αὐτῷ Κωγαίονον ὁμώνυμον τῷ παραρρέοντι ποταμῷ.”
„...și muntele a fost luat [de către Geți] drept sfânt, și ei îl și numesc astfel; iar numele lui este Kōgaionon, la fel cu cel al râului care curge pe alături.”
Despre peștera lui Zamolxis sau locuința sa subterană din munte a relatat și istoricul Herodot.